# Carlos Catalán
Carlos Alberto Catalán war ein chilenischer Fußballspieler. Der Mittelfeldspieler absolvierte fünf Länderspiele für Chile. 

## Karriere

### Verein
Auf Vereinsebene spielte Carlos Catalán von 1921 bis 1923 für den Verein Fábrica de Vidrios aus der Hauptstadt Santiago.

### Nationalmannschaft
Carlos Catalán debütierte beim Campeonato Sudamericano 1922 in Brasilien beim 1:1-Unentschieden im Auftaktspiel gegen den Gastgeber. Beim Turnier absolvierte der Mittelfeldspieler alle vier Spiele, Chile wurde mit einem Punkt Turnierletzter. Sein fünftes und letztes Länderspiel absolvierte Catalán kurz nach der Südamerikameisterschaft bei der 0:1-Niederlage im Freundschaftsspiel gegen Argentinien.